# Јеринг
Јеринг (дан. Hjørring) је значајан град у Данској, у северном делу државе. Град је у оквиру покрајине Северна Данска, где са околним насељима чини једну од општина, општину Јеринг. Данас Јеринг има око 25 хиљада становника у граду и око 67 хиљада у ширем градском подручју.

## Природни услови
Јеринг се налази у северном делу Данске и најсеверније је велико насеље у оквиру државе. Од главног града Копенхагена, град је удаљен 460 километара северозападно.
Рељеф: Град Јеринг се налази у средишњем делу најсевернијег данског острва Вендсисел. Градско подручје је равничарско. Надморска висина средишта града креће се од 20 до 40 метара.
Клима: Клима у Јерингу је умерено континентална са утицајем Атлантика и Голфске струје.
Воде: Јеринг се образовао у близини обале Северног мора. У граду нема већих и значајних вода.

## Историја
Подручје Јеринга било је насељено још у доба праисторије. Данашње насеље први пут се спомиње око 1200. године, које већ 1243. године добија градска права.
И поред петогодишње окупације Данске (1940-45.) од стране Трећег рајха Јеринг и његово становништво нису много страдали.

## Становништво
Данас Јеринг има око 25 хиљада у градским границама и око 67 хиљада са околним насељима.
Етнички састав: Становништво Јеринга је до пре пар деценија било било готово искључиво етнички данско. И данас су етнички Данци значајна већина, али мали део становништва су скорашњи усељеници.

## Збирка слика
- Градски лого
- Црква св. Катарине
- „Метропол“ у Јерингу
- Стара градска кућа